# Sassegnies
 Sassegnies là một xã ở tỉnh Nord ở miền bắc nước Pháp. Xã này có diện tích 4,15 kilômét vuông, dân số năm 1999 là 290 người. Xã nằm ở khu vực có độ cao trung bình 140 mét trên mực nước biển. 